# Alphonse Beau de Rochas
Alphonse Eugène Beau de Rochas (Digne-les-Bains, Francia, 9 de abril de 1815-27 de marzo de 1893) es el autor de la primera descripción teórica completa y correcta del ciclo termodinámico de cuatro tiempos, que, contenida en la relación de una patente conseguida el 16 de enero de 1861, pasó pronto al dominio público, ya que su precaria situación económica no le permitía pagar la anualidad de la misma.

## Semblanza
Beau de Rochas era uno de la Compagnie du Midi, cuando decidió dejar su puesto para poder comprobar sus propias ideas y llevar a cabo sus experimentos. Sin embargo, aceptó una forma de colaboración no retribuida en el laboratorio de Erouard, constructor de aparatos científicos, a cambio del acceso al instrumental. Vivía en una chabola en Vincennes y se trasladaba a pie cada mañana, hiciese el tiempo que hiciese, al Bulevar Voltaire, pues no disponía del poco dinero necesario para pagar el billete del ómnibus de caballos. En mayo de 1891 acabó por sucumbir a las penalidades, aun cuando la ayuda de 3.000 francos que le hubiera permitido obtener la beca que le buscó Hirsch, director del Conservatoire des Arts et Métiers, le hubiese evitado morir literalmente de hambre.
Mantuvo estrechas relaciones de compañerismo con Marcel Desprez, teórico de la electrotecnia, y con el profesor Cailletet, ampliador de las leyes sobre la licuefacción de los gases. En otras memorias, menos conocidas que la parte central de su célebre patente, previó el encendido por compresión de la mezcla, describió los motores de doble efecto y explicó teóricamente el ciclo de 2 tiempos con compresión de los gases.
Privado de todo reconocimiento en vida, su trabajo fue valorado por una monografía del alemán Gulner en 1911 y en una reunión presidida por André Labarthe en enero de 1936 para la Société des Ingénieurs de l'Automobile. Pero quien realmente le hizo justicia fue Baudry de Saunier, con una apasionante obra de divulgación.